# Wallace Reid
Wallace Reid, nome completo William Wallace Reid, (St. Louis, 15 aprile 1891 – Los Angeles, 18 gennaio 1923), è stato un attore, regista e sceneggiatore statunitense, stella del grande schermo all'epoca del muto.

## Biografia

### Giovinezza
Nacque in una famiglia di gente di spettacolo; la madre Bertha Westbrook era un'attrice, mentre il padre Hal Reid svolgeva varie mansioni all'interno di compagnie teatrali itineranti. Reid debuttò sul palcoscenico molto giovane, ma mise temporaneamente da parte la recitazione per studiare presso la Scuola Militare di Freehold in New Jersey. Nel 1909 si diplomò al Perkiomen Seminary di Pennsburg in Pennsylvania. Atleticamente dotato, Reid praticò numerosi sport mentre al contempo coltivava il proprio interesse verso la musica, imparando a suonare pianoforte, banjo, violino e tamburo.

### La carriera
Reid venne introdotto nella nascente industria cinematografica dal padre, che a sua volta lasciò il teatro per interpretare, scrivere e dirigere film. Nel 1910 prese parte alla sua prima pellicola, The Phoenix, adattamento di una commedia di Milton Nobles girato presso i Selig Polyscope Studios di Chicago. Reid portò quindi un copione scritto dal padre alla direzione della Vitagraph, casa di produzione di successo, con la speranza che gli fosse data l'opportunità di dirigerlo. I dirigenti della Vitagraph invece, oltre a farlo dirigere, decisero di sfruttare il suo aspetto attraente e lo scritturarono per interpretare un ruolo da protagonista. Anche se la sua bellezza e il suo fisico prestante lo rendevano praticamente perfetto come "matinee idol", Reid era ugualmente soddisfatto quando si occupava di lavorare dietro le quinte, cimentandosi spesso come autore, operatore e regista.
Interpretò numerosi film in compagnia del padre facendo rapidamente carriera, finché venne chiamato a collaborare con il celebre regista dell'epoca Allan Dwan. Nel 1913, mentre era all'Universal Pictures, Reid incontrò e sposò l'attrice Dorothy Davenport. Passato alla Nestor Film Company, diresse e interpretò insieme alla moglie numerosi cortometraggi per la casa di produzione di David Horsley. In seguito, Reid prese parte sia a Nascita di una nazione (1915) che a Intolerance (1916), due celebri film diretti da D.W. Griffith, e affiancò sullo schermo le più celebri attrici del tempo come Florence Turner, Gloria Swanson, Lillian Gish, Elsie Ferguson e Geraldine Farrar, avviandosi a diventare uno dei più popolari "rubacuori" del cinema hollywoodiano.
Dopo aver collaborato alla realizzazione di più di cento cortometraggi, Reid venne messo sotto contratto dal produttore Jesse L. Lasky per interpretare più di sessanta film per conto della Famous Players di Lasky stesso, che più tardi sarebbe diventata la Paramount Pictures. Lavorò spesso in coppia con l'attrice Ann Little e il suo personaggio di eroe d'azione quale, ad esempio, il pilota spericolato di film come The Roaring Road (1919), Quarta velocità (1920), Excuse My Dust (1920) e Too Much Speed (1921), attirava al cinema per vederlo donne e ragazze di ogni età.

### La morte
Mentre si trovava su un set in Oregon per girare The Valley of the Giants (1919), Reid rimase ferito in un incidente ferroviario e, per continuare a lavorare, gli venne prescritta morfina per attenuare il dolore. Reid divenne ben presto dipendente dalla droga, ma continuò a lavorare freneticamente proprio in un periodo in cui l'allungamento della durata delle pellicole da 15-20 minuti passava a più di un'ora, richiedendo un impegno fisico sempre maggiore.
La sua dipendenza dalla morfina peggiorò, e a quell'epoca non esistevano programmi riabilitativi. Verso la fine del 1922 le sue condizioni di salute erano drammaticamente deteriorate; dopo aver contratto un'influenza cadde in coma senza più riprendersi e morì poco tempo dopo. Venne sepolto nel Grande Mausoleo del Forest Lawn Memorial Park di Glendale in California.
La vedova Dorothy Davenport (presentandosi come la signora Wallace Reid) coprodusse e interpretò il film Human Wreckage  (1923) (il flagello dell'umanità) per mettere in guardia il pubblico sul pericolo rappresentato dall'abuso di droghe e andò in tour per tutta la nazione per pubblicizzare il film. La Davenport non si risposò più.

## Riconoscimenti
Per il grande contributo dato allo sviluppo dell'industria cinematografica a Wallace Reid è stata dedicata una stella sulla Hollywood Walk of Fame al 6617 dell'Hollywood Boulevard.

## Filmografia
Filmografia completa di Wallace Reid secondo l'IMDb.

### Attore
- The Phoenix - cortometraggio (1910)
- The Leading Lady, regia di Ned Finley - cortometraggio (1911)
- The Reporter - cortometraggio (1911)
- The Mother of the Ranch, regia di Allan Dwan - cortometraggio (1911)
- War - cortometraggio (1911)
- The Sepoy Rebellion - cortometraggio (1912)
- A Red Cross Martyr o On the Firing Lines of Tripoli, regia di Laurence Trimble - cortometraggio (1912)
- The Path of True Love - cortometraggio (1912)
- Chumps, regia di George D. Baker - cortometraggio (1912)
- Jean Intervenes, regia di Hal Reid - cortometraggio (1912)
- Indian Romeo and Juliet, regia di Laurence Trimble - cortometraggio (1912)
- L'eroismo della telefonista (The Telephone Girl) (1912)
- Il settimo figlio (The Seventh Son), regia di Hal Reid - cortometraggio (1912)
- The Illumination - cortometraggio
- At Scrogginses' Corner - cortometraggio
- Brothers - cortometraggio
- The Victoria Cross - cortometraggio
- The Hieroglyphic, regia di Charles L. Gaskill - cortometraggio (1912)
- Diamond Cut Diamond - cortometraggio (1912)
- Curfew Shall Not Ring Tonight, regia di Hal Reid - cortometraggio (1912)
- His Mother's Son - cortometraggio (1912)
- Kaintuck, regia di Hal Reid - cortometraggio (1912)
- Virginius, regia di Hal Reid - cortometraggio (1912)
- The Gamblers - cortometraggio (1912)
- Before the White Man Came, regia di Otis Turner - cortometraggio (1912)
- A Man's Duty - cortometraggio (1912)
- At Cripple Creek, regia di Hal Reid - cortometraggio (1912)
- Making Good - cortometraggio (1912)
- The Secret Service - cortometraggio (1912)
- The Indian Raiders, regia di Tom Ricketts - cortometraggio (1912)
- His Only Son, regia di Jack Conway e Milton J. Fahrney - cortometraggio (1912)
- Every Inch a Man, regia di William Humphrey - cortometraggio (1912)
- Early Days in the West - cortometraggio (1912)
- Hunted Down, regia di Otis Turner - cortometraggio (1912)
- A Daughter of the Redskins - cortometraggio (1912)
- The Cowboy Guardians - cortometraggio (1912)
- The Tribal Law, regia di Wallace Reid e di Otis Turner - cortometraggio (1912)
- An Indian Outcast - cortometraggio (1912)
- The Hidden Treasure, regia di Wallace Reid e, non accreditato, Allan Dwan - cortometraggio (1912)
- All for a Girl, regia di Frederick A. Thomson - cortometraggio (1912)
- Love and the Law, regia di Wallace Reid - cortometraggio (1913)
- Their Masterpiece - cortometraggio (1913)
- Pirate Gold, regia di Wilfred Lucas - cortometraggio (1913)
- A Rose of Old Mexico, regia di Wallace Reid - cortometraggio (1913)
- The Picture of Dorian Gray, regia di Phillips Smalley (1913)
- Near to Earth - cortometraggio
- The Eye of a God - cortometraggio
- The Ways of Fate, regia di Wallace Reid - cortometraggio (1913)
- When Jim Returned  - cortometraggio
- The Tattooed Arm, regia di Wallace Reid - cortometraggio (1913)
- The Brothers, regia di Wallace Reid - cortometraggio (1913)
- The Deerslayer, regia di Wallace Reid - cortometraggio (1913)
- Youth and Jealousy, regia di Wallace Reid - cortometraggio (1913)
- The Kiss, regia di Wallace Reid - cortometraggio (1913)
- Her Innocent Marriage - cortometraggio
- A Modern Snare - cortometraggio
- On the Border, regia di Wallace Reid - cortometraggio (1913)
- When Luck Changes, regia di Wallace Reid - cortometraggio (1913)
- Via Cabaret, regia di Wallace Reid - cortometraggio (1913)
- The Spirit of the Flag, regia di Allan Dwan - cortometraggio (1913)
- Hearts and Horses, regia di Wallace Reid - cortometraggio (1913)
- In Love and War, regia di Allan Dwan e Thomas H. Ince (1913)
- Women and War, regia di Allan Dwan  - cortometraggio (1913)
- Calamity Anne Takes a Trip, regia di Albert W. Hale - cortometraggio (1913)
- Song Bird of the North - cortometraggio
- The Pride of Lonesome - cortometraggio
- The Powder Flash of Death, regia di Allan Dwan - cortometraggio (1913)
- A Foreign Spy, regia di Wallace Reid - cortometraggio (1913)
- The Picket Guard, regia di Allan Dwan - cortometraggio (1913)
- Mental Suicide, regia di Allan Dwan - cortometraggio (1913)
- Man's Duty, regia di Allan Dwan - cortometraggio (1913)
- An Even Exchange - cortometraggio (1913)
- The Animal, regia di Allan Dwan (1913)
- The Harvest of Flame, regia di Wallace Reid e Marshall Neilan - cortometraggio (1913)
- The Spark of Manhood - cortometraggio
- The Mystery of Yellow Aster Mine - cortometraggio
- The Gratitude of Wanda - cortometraggio
- The Wall of Money, regia di Allan Dwan - cortometraggio (1913)
- The Heart of a Cracksman, regia di Wallace Reid e Willis Robards - cortometraggio (1913)
- The Cracksman's Reformation - cortometraggio
- The Fires of Fate - cortometraggio
- Cross Purposes - cortometraggio
- Retribution, regia di Wallace Reid - cortometraggio (1914)
- A Cracksman Santa Claus (1913)
- The Lightning Bolt (1913)
- A Hopi Legend (1913)
- Whoso Diggeth a Pit (1914)
- The Intruder, regia di Wallace Reid - cortometraggio (1914)
- The Countess Betty's Mine, regia di Wallace Reid - cortometraggio (1914)
- The Wheel of Life, regia di Wallace Reid - cortometraggio (1914)
- Fires of Conscience, regia di Wallace Reid - cortometraggio (1914)
- The Greater Devotion, regia di Wallace Reid - cortometraggio (1914)
- A Flash in the Dark, regia di Wallace Reid - cortometraggio (1914)
- Breed o' the Mountains, regia di Wallace Reid - cortometraggio (1914)
- Regeneration, regia di Wallace Reid - cortometraggio (1914)
- The Voice of the Viola, regia di Wallace Reid - cortometraggio (1914)
- Heart of the Hills (1914)
- The Way of a Woman, regia di Wallace Reid - cortometraggio (1914)
- The Mountaineer, regia di Wallace Reid - cortometraggio (1914)
- The Spider and Her Web, regia di Phillips Smalley e Lois Weber - cortometraggio (1914)
- Cupid Incognito, regia di Wallace Reid (1914)
- A Gypsy Romance, regia di Wallace Reid (1914)
- The Test, regia di Wallace Reid (1914)
- The Skeleton (1914)
- The Fruit of Evil, regia di Wallace Reid (1914)
- The Daughter of a Crook (1914)
- Women and Roses, regia di Wallace Reid (1914)
- The Quack, regia di [Wallace Reid (1914)
- The Siren, regia di Wallace Reid (1914)
- The Man Within, regia di Wallace Reid (1914)
- Passing of the Beast, regia di Wallace Reid (1914)
- Love's Western Flight, regia di Wallace Reid (1914)
- A Wife on a Wager, regia di Wallace Reid (1914)
- 'Cross the Mexican Line, regia di Wallace Reid (1914)
- The Den of Thieves, regia di Wallace Reid (1914)
- Arms and the Gringo (1914)
- The City Beautiful (1914)
- Down by the Sounding Sea (1914)
- Ragnatela (The Avenging Conscience: or 'Thou Shalt Not Kill') (1914)
- Moonshine Molly (1914)
- La seconda signora Roebuck (The Second Mrs. Roebuck), regia di John B. O'Brien (1914)
- For Those Unborn (1914)
- La redenzione di Sierra Jim (Sierra Jim's Reformation) (1914)
- The High Grader (1914)
- Down the Hill to Creditville (1914)
- Her Awakening, regia di Christy Cabanne (1914)
- Her Doggy (1914)
- For Her Father's Sins (1914)
- A Mother's Influence (1914)
- Sheriff for an Hour (1914)
- The Niggard (1914)
- The Odalisque, regia di Christy Cabanne (1914)
- Il topo di campagna (The Little Country Mouse) o Il topolino di campagna (1914)
- Another Chance (1914)
- Over the Ledge (1914)
- At Dawn, regia di Donald Crisp (1914)
- The Joke on Yellentown, regia di Arthur Mackley - cortometraggio (1914)
- Lo smascheramento (The Exposure) (1914)
- Baby's Ride (1914)
- The Three Brothers, regia di Christy Cabanne - cortometraggio (1915)
- The Craven, regia di Christy Cabanne - cortometraggio (1915)
- La nascita di una nazione (The Birth of a Nation), regia di D.W. Griffith (1915)
- The Lost House, regia di Christy Cabanne (1915)
- Enoch Arden, regia di Christy Cabanne (1915)
- Station Content (1915)
- A Yankee from the West (1915)
- The Chorus Lady, regia di Frank Reicher (1915)
- Carmen, regia di Cecil B. DeMille (1915)
- Old Heidelberg, regia di John Emerson (1915)
- The Golden Chance, regia di Cecil B. DeMille (1915)
- To Have and to Hold, regia di George Melford (1916)
- The Love Mask (1916)
- Maria Rosa, regia di Cecil B. DeMille (1916)
- The Selfish Woman (1916)
- Intolerance, regia di D.W. Griffith (1916)
- The House with the Golden Windows, regia di George Melford (1916)
- Starlight's Message (1916)
- The Yellow Pawn, regia di George Melford (1916)
- The Wall of Flame (1916)
- The Wrong Heart (1916)
- Giovanna d'Arco (Joan the Woman), regia di Cecil B. DeMille (1916)
- The Golden Fetter, regia di Edward J. Le Saint (1917)
- The Man Who Saved the Day (1917)
- Buried Alive, regia di Wallace Reid (1917)
- The Tell-Tale Arm (1917)
- The Prison Without Walls, regia di E. Mason Hopper (1917)
- A Warrior's Bride (1917)
- The Penalty of Silence (1917)
- The Brand of Death (1917)
- The World Apart (1917)
- Big Timber, regia di William Desmond Taylor (1917)
- The Squaw Man's Son, regia di Edward J. Le Saint (1917)
- The Hostage, regia di Robert Thornby (1917)
- L'ultima dei Montezuma (The Woman God Forgot), regia di Cecil B. DeMille (1917)
- Nan of Music Mountain, regia di George Melford e, non accreditato, Cecil B. DeMille (1917)
- The Devil-Stone, regia di Cecil B. DeMille (1917)
- Rimrock Jones, regia di Donald Crisp (1918)
- The Things We Love (1917)
- The House of Silence, regia di Donald Crisp (1918)
- Believe Me, Xantippe, regia di Donald Crisp (1918)
- The Firefly of France, regia di Donald Crisp (1918)
- Less Than Kin, regia di Donald Crisp (1918)
- The Source, regia di George Melford (1918)
- The Man from Funeral Range, regia di Walter Edwards (1918)
- Too Many Millions, regia di James Cruze (1918)
- The Dub, regia di James Cruze (1919)
- Alias Mike Moran, regia di James Cruze (1919)
- The Roaring Road, regia di James Cruze (1919)
- You're Fired, regia di James Cruze (1919)
- The Love Burglar, regia di James Cruze (1919)
- The Valley of the Giants, regia di James Cruze (1919)
- The Lottery Man, regia di James Cruze (1919)
- Hawthorne of the U.S.A., regia di James Cruze (1919)
- The Crucifix of Destiny (1920)
- Quarta velocità (Double Speed), regia di Sam Wood (1920)
- Scusi se le faccio mangiare polvere (Excuse My Dust), regia di Sam Wood (1920)
- The Dancin' Fool (1920)
- Sick Abed (1920)
- What's Your Hurry? (1920)
- Always Audacious, regia di James Cruze (1920)
- The Charm School (1921)
- The Love Special (1921)
- Too Much Speed, regia di Frank Urson (1921)
- The Hell Diggers, regia di Frank Urson (1921)
- Fragilità, sei femmina! (The Affairs of Anatol), regia di Cecil B. DeMille (1921)
- La vita è un sogno (Forever), regia di George Fitzmaurice (1921)
- Mezza pagina d'amore (Don't Tell Everything), regia di Sam Wood (1921)
- The World's Champion, regia di Phil Rosen (1922)
- Across the Continent, regia di Phil Rosen (1922)
- The Dictator, regia di James Cruze (1922)
- Nice People, regia di William C. deMille (1922)
- The Ghost Breaker, regia di Alfred E. Green (1922)
- Clarence, regia di William C. deMille (1922)
- Thirty Days, regia di James Cruze (1922)
- Rent Free, regia di Howard Higgin (1923)

### Sceneggiatore
- Chumps (1912)
- Kaintuck, regia di Hal Reid - cortometraggio (1912)
- Before the White Man Came, regia di Otis Turner - cortometraggio (1912)
- The Tribal Law, regia di Wallace Reid e Otis Turner (1912)
- All for a Girl, regia di Frederick A. Thomson (1912)
- Love and the Law, regia di Wallace Reid (1913)
- When Jim Returned (1913)
- The Tattooed Arm (1913)
- The Spirit of the Flag, regia di Allan Dwan (1913)
- Women and War, regia di Allan Dwan (1913)
- Dead Man's Shoes, regia di Wallace Reid (1913)
- Mental Suicide (1913)
- The Harvest of Flame (1913)
- The Heart of a Cracksman, regia di Wallace Reid e Willis Robards (1913)
- The Cracksman's Reformation (1913)
- The Fires of Fate (1913)
- A Cracksman Santa Claus (1913)
- The Lightning Bolt (1913)
- A Hopi Legend, regia di Wallace Reid (1913)
- Heart of the Hills (1914)
- The Mountaineer, regia di Wallace Reid (1914)
- Cupid Incognito (1914)
- The Fruit of Evil (1914)
- Women and Roses (1914)
- Down by the Sounding Sea (1914)
- The Wrong Heart (1914)

### Regista
- The Tribal Law, co-regia Otis Turner (1912)
- The Hidden Treasure, co-regia di, non accreditato, Allan Dwan (1912)
- Love and the Law (1913)
- Where Destiny Guides (1913)
- A Rose of Old Mexico (1913)
- The Latent Spark (1913)
- The Fugitive (1913)
- When the Light Fades (1913)
- Brother Love (1913)
- The Orphan's Mine (1913)
- The Renegade's Heart (1913)
- The Mute Witness (1913)
- The Homestead Race (1913)
- Suspended Sentence (1913)
- The Ways of Fate (1913)
- When Jim Returned (1913)
- The Tattooed Arm (1913)
- The Brothers (1913)
- Youth and Jealousy (1913)
- The Kiss (1913)
- Her Innocent Marriage (1913)
- A Modern Snare (1913)
- On the Border - cortometraggio (1913)
- When Luck Changes (1913)
- Via Cabaret (1913)
- Hearts and Horses (1913)
- Dead Man's Shoes (1913)
- The Pride of Lonesome (1913)
- A Foreign Spy (1913)
- The Harvest of Flame (1913)
- The Spark of Manhood (1913)
- The Gratitude of Wanda (1913)
- The Heart of a Cracksman, co-regia Willis Robards (1913)
- The Fires of Fate (1913)
- Cross Purposes (1913)
- Retribution (1913)
- The Lightning Bolt (1913)
- A Hopi Legend (1913)
- The Intruder (1914)
- The Countess Betty's Mine (1914)
- The Wheel of Life (1914)
- Fires of Conscience
- The Greater Devotion
- A Flash in the Dark (1914)
- Breed o' the Mountains
- Regeneration (1914)
- The Voice of the Viola
- Heart of the Hills
- The Way of a Woman (1914)
- The Mountaineer (1914)
- Cupid Incognito
- A Gypsy Romance
- The Test (1914)
- The Skeleton
- The Fruit of Evil
- Women and Roses
- The Quack (1914)
- The Siren
- The Man Within
- Passing of the Beast
- Love's Western Flight
- A Wife on a Wager
- 'Cross the Mexican Line
- The Den of Thieves
- The Wrong Heart
- The Man Who Saved the Day
- Buried Alive (1917)
- A Warrior's Bride
- The Penalty of Silence
- The Brand of Death

### Film o documentari dove appare Wallace Reid
- His Extra Bit
- United States Fourth Liberty Loan Drive
- Screen Snapshots, Series 1, No. 17
- Screen Snapshots, Series 1, No. 21
- Screen Snapshots, Series 3, No. 1
- A Trip to Paramountown (1922)
- Night Life in Hollywood
- The Movie Album
- The House That Shadows Built
- Fashions in Love
- Screen Snapshots Series 16, No. 11
- Screen Snapshots Series 17, No. 1
- Personality Parade
- Screen Snapshots: Hollywood Stars to Remember
- The Legend of Rudolph Valentino
- Hollywood documentario tv, regia di Kevin Brownlow e David Gill (1980)
- Cecil B. DeMille: American Epic